# Salvatore Allocca
Salvatore Allocca (Roma, 28 maggio 1947) è un politico italiano.

## Biografia
Nato a Roma e residente a Grosseto.
È stato candidato sindaco di Grosseto per Rifondazione Comunista alle elezioni amministrative del 1997 (ottenendo il 7,4%) e alle successive elezioni del 2001 ottenendo il 4,0%.
È stato eletto senatore alle elezioni politiche del 2006, rimanendo in carica fino al 28 aprile 2008. Membro della segreteria regionale toscana di Rifondazione Comunista; dalla primavera 2010 è assessore al welfare e alle politiche per la casa della Regione Toscana nella giunta guidata da Enrico Rossi, incarico che ricopre fino al febbraio 2014 quando il suo partito abbandona la maggioranza.
Nel 2020 pubblica Tutti suoneranno il gong il suo primo libro, una ricostruzione storica ed autobiografica degli anni tra il 1950 ed il 2015.